# 维勒埃尔维耶
维勒埃尔维耶（法語：Villeherviers，法語發音：[vil.ɛʁvje]）是法国卢瓦-谢尔省的一个市镇，属于罗莫朗坦-朗特奈区。

## 地理
维勒埃尔维耶（47°21'58"N, 1°47'53"E）面积38.9 平方千米，位于法国中央-卢瓦尔河谷大区卢瓦-谢尔省，该省份为法国中北部省份，北起厄尔-卢瓦省，东北接卢瓦雷省，东南接谢尔省，南至安德尔省，西南接安德尔-卢瓦尔省，西北接萨尔特省。
与维勒埃尔维耶接壤的市镇（或旧市镇、城区）包括：米朗赛、谢尔河畔朗贡、洛勒、罗莫朗坦-朗特奈、塞勒圣但尼、谢尔河畔自由城。

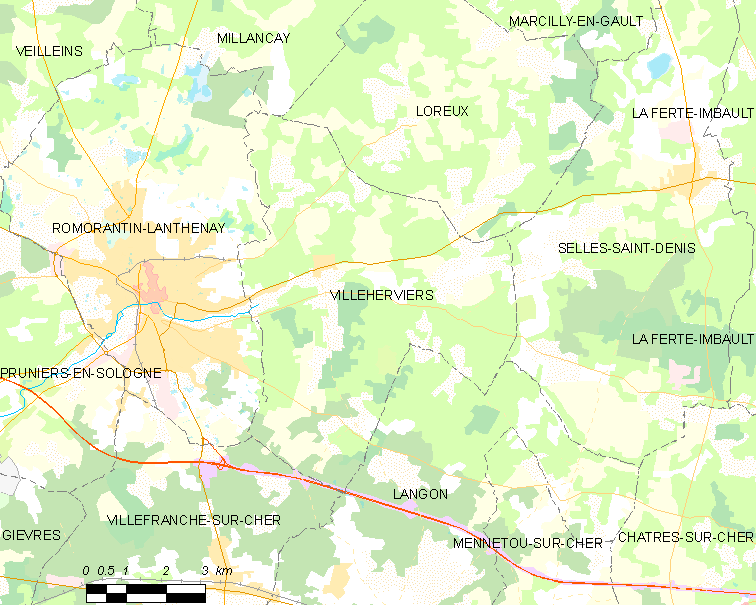
维勒埃尔维耶的OSM定位图

维勒埃尔维耶的时区为UTC+01:00、UTC+02:00（夏令时）。

## 行政
维勒埃尔维耶的邮政编码为41200，INSEE市镇编码为41282。

## 政治
维勒埃尔维耶所属的省级选区为罗莫朗坦-朗特奈县。

## 人口

1962-2008年间维勒埃尔维耶人口变化图示

维勒埃尔维耶于2022年1月1日时的人口数量为412人。